# 策略方格模型

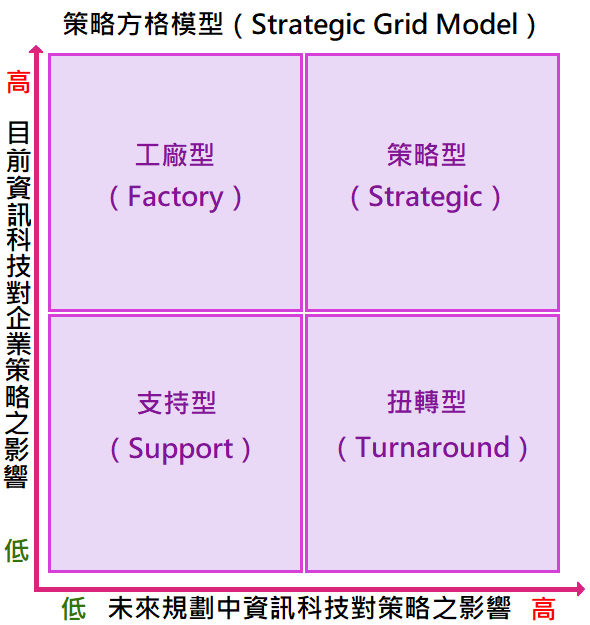
策略方格模型（Strategic Grid Model）的中文翻譯

策略方格模型是一種應急方法，可用於確定未來規劃（橫軸）與目前（縱軸）的信息技术策略關聯性。該模型是1983年由F·沃倫·麥克法蘭（F. Warren McFarlan）與詹姆斯·L·麥金尼（James L. McKenney）所提出，以未來規劃中信息技术對策略之影響為橫軸，目前信息技术對企業策略之影響為縱軸，分成支持型（Support）、扭轉型（Turnaround）、工廠型（Factory）以及策略型（Strategic）4種類型。

## 概述
策略方格模型有四個象限（類型），主要圍繞兩個簡單的問題構建：
- 管理層認為當前的信息技术對公司有多重要？
- 公司認為信息技术的未來發展對公司有多重要，即：未來信息技术發展對其經營方式的影響如何？

而根據對這些問題的回答，一家公司主要可分為以下四個類型：
| 類型                 | 構面                               | 敘述 |
| -------------------- | ---------------------------------- | --- |
| 支持型（Support）    | 對當前與未來的影響皆較低           | 幾乎與信息技术沒有相關性，只是支現有流程。                                                                                   |
| 扭轉型（Turnaround） | 對當前的影響較低，對未來的影響較高 | 信息技术在未來的商務會議議程上佔有更多重要地位。而信息技术將是未來战略计划的一個重要特徵，但在過去可能沒有發揮過這樣的作用。 |
| 工廠型（Factory）    | 對當前的影響較高，對未來的影響較低 | 信息技术在日常商業運作方面很重要，但人們並不認為信息技术會在未來有任何重大的發展能從根本上改變其業務性質。                   |
| 策略型（Strategic）  | 對當前與未來的影響皆較高           | 在這個象限中，組織如何看待信息技术在當前的角色和未來信息技术的發展，都會造成影響。                                           |

## 分析
為了評估信息技术的策略影響，麥克法蘭對信息技术應用提出了5個與競爭力有關的基本問題分析：
- 信息技术應用能否為新加入的競爭行業建立障礙？
- 信息技术應用能否為供应商建立轉換成本？
- 信息技术應用能否改變競爭的基礎？
- 信息技术應用能否改變供應關係中的權利平衡？
- 信息技术應用能否創造新產品？

而這些問題應該考慮當前和未來計劃的情況。因此根據公司和商業運作的種類，信息技术的重要性可能較小或較高。